# Nejkrásnější vesnice Francie
Nejkrásnější vesnice Francie (francouzsky Les Plus Beaux Villages de France) je název sdružení a zároveň obchodní značka ve Francii. Sdružení založil v roce 1982 Charles Ceyrac, tehdejší starosta Collonges-la-Rouge (Corrèze) na podporu turismu v malých obcích francouzského venkova, které mají bohaté historické dědictví. První rok se k iniciativě připojilo 66 obcí. V roce 2011 neslo tuto značku 156 míst v 21 regionech a 69 departementech.
K zajištění kvality značky nejkrásnější vesnice stanovilo sdružení při výběru přísná kritéria. Obec, která chce být zanesena na seznam nejkrásnějších vesnic, nesmí mít více než 2000 obyvatel a musí mít památkově chráněnou zónu nebo alespoň dvě stavební pamětihodnosti chráněné jako historická památka. Politika urbanistického plánování musí vést k zachování historického prostředí. Podání žádosti o členství musí schválit obecní rada.
Podle francouzského vzoru vznikly podobné iniciativy i v jiných zemích. V roce 1994 ve Valonsku (Les plus beaux villages de Wallonie), v roce 1997 v Québecu (Les plus beaux villages du Québec) a v roce 2001 v Itálii (I borghi più belli d'Italia). Od roku 2003 působí v Collonges-la-Rouge mezinárodní svaz Les plus beaux villages de la Terre (Nejkrásnější vesnice světa), který zastřešuje obdobné národní organizace.

## Auvergne-Rhône-Alpes

### Allier
- Charroux

### Ain
- Pérouges

### Ardèche
- Balazuc
- Vogüé

### Cantal
- Salers
- Tournemire

### Drôme
- Châtillon-en-Diois
- La Garde-Adhémar
- Grignan
- Mirmande
- Montbrun-les-Bains
- Le Poët-Laval

### Haute-Loire
- Arlempdes
- Blesle
- Lavaudieu
- Polignac
- Pradelles

### Haute-Savoie
- Yvoire

### Isère
- Saint-Antoine-l'Abbaye

### Loire
- Sainte-Croix-en-Jarez

### Puy-de-Dôme
- Montpeyroux
- Usson

### Rhône
- Oingt

### Savoie
- Bonneval-sur-Arc

## Bourgogne-Franche-Comté

### Côte-d'Or
- Châteauneuf-en-Auxois
- Flavigny-sur-Ozerain

### Doubs
- Lods

### Haute-Saône
- Pesmes

### Jura
- Baume-les-Messieurs
- Château-Chalon

### Saône-et-Loire
- Semur-en-Brionnais

### Yonne
- Noyers
- Vézelay

## Bretaň

### Côtes-d'Armor
- Moncontour

### Finistère
- Locronan

### Ille-et-Vilaine
- Saint-Suliac

### Morbihan
- Rochefort-en-Terre

## Centre-Val de Loire

### Cher
- Apremont-sur-Allier

### Indre
- Gargilesse-Dampierre
- Saint-Benoît-du-Sault

### Indre-et-Loire
- Candes-Saint-Martin
- Crissay-sur-Manse
- Montrésor

### Loir-et-Cher
- Lavardin

### Loiret
- Yèvre-le-Châtel (součást obce Yèvre-la-Ville)

## Corse

### Corse-du-Sud
- Piana

### Haute-Corse
- Sant'Antonino

## Grand Est

### Bas-Rhin
- Hunspach
- Mittelbergheim

### Haut-Rhin
- Eguisheim
- Hunawihr
- Riquewihr

### Moselle
- Rodemack
- Saint-Quirin

## Hauts-de-France

### Aisne
- Parfondeval

### Oise
- Gerberoy

## Île-de-France

### Val-d'Oise
- La Roche-Guyon

## Normandie

### Calvados
- Beuvron-en-Auge

### Eure
- Le Bec-Hellouin
- Lyons-la-Forêt

### Manche
- Barfleur

### Orne
- Saint-Céneri-le-Gérei

### Seine-Maritime
- Veules-les-Roses

## Nová Akvitánie

### Charente
- Aubeterre-sur-Dronne

### Charente-Maritime
- Ars-en-Ré
- Brouage (součást Hiers-Brouage)
- La Flotte
- Mornac-sur-Seudre
- Talmont-sur-Gironde

### Corrèze
- Collonges-la-Rouge
- Curemonte
- Saint-Robert
- Ségur-le-Château
- Turenne

### Dordogne
- Belvès
- Beynac-et-Cazenac
- Castelnaud-la-Chapelle
- Domme
- Limeuil
- Monpazier
- La Roque-Gageac
- Saint-Amand-de-Coly
- Saint-Jean-de-Côle
- Saint-Léon-sur-Vézère

### Haute-Vienne
- Mortemart

### Lot-et-Garonne
- Monflanquin
- Pujols-le-Haut (součást Pujols-le-Haut)
- Tournon-d'Agenais
- Villeréal

### Pyrénées-Atlantiques
- Ainhoa
- La Bastide-Clairence
- Navarrenx
- Saint-Jean-Pied-de-Port
- Sare

### Vienne
- Angles-sur-l'Anglin

## Okcitánie

### Ariège
- Camon

### Aude
- Lagrasse

### Aveyron
- Belcastel
- Brousse-le-Château
- Conques
- La Couvertoirade
- Estaing
- Najac
- Peyre (součást obce Comprégnac)
- Saint-Côme-d'Olt
- Sainte-Eulalie-d'Olt
- Sauveterre-de-Rouergue

### Gard
- Aiguèze
- Lussan
- Montclus
- La Roque-sur-Cèze

### Gers
- Fourcès
- Larressingle
- Lavardens
- Montréal
- La Romieu
- Sarrant

### Haute-Garonne
- Saint-Bertrand-de-Comminges

### Hérault
- Minerve
- Olargues
- Saint-Guilhem-le-Désert

### Lot
- Autoire
- Capdenac-le-Haut
- Cardaillac
- Carennac
- Loubressac
- Saint-Cirq-Lapopie

### Lozère
- La Garde-Guérin (součást obce Prévenchères)
- Le Malzieu-Ville
- Sainte-Enimie

### Pyrénées-Orientales
- Castelnou
- Eus
- Évol (součást obce Olette)
- Mosset
- Villefranche-de-Conflent

### Tarn
- Castelnau-de-Montmiral
- Cordes-sur-Ciel
- Lautrec
- Monestiés
- Puycelsi

### Tarn-et-Garonne
- Auvillar
- Bruniquel
- Lauzerte

## Pays de la Loire

### Maine-et-Loire
- Montsoreau

### Mayenne
- Sainte-Suzanne

### Vendée
- Vouvant

## Provence-Alpes-Côte d'Azur

### Alpes-de-Haute-Provence
- Moustiers-Sainte-Marie

### Alpes-Maritimes
- Coaraze
- Gourdon
- Sainte-Agnès

### Bouches-du-Rhône
- Les Baux-de-Provence

### Hautes-Alpes
- La Grave
- Saint-Véran

### Var
- Bargème
- Gassin
- Seillans
- Tourtour

### Vaucluse
- Ansouis
- Gordes
- Lourmarin
- Ménerbes
- Roussillon
- Séguret
- Venasque

## Zámořské departementy

### Réunion
- Hell-Bourg (součást obce Salazie)

## Bývalé nejkrásnější vesnice
- Alba-la-Romaine (Ardèche)
- Charroux (Vienne)
- Coulon (Deux-Sèvres)
- Île de Sein (Finistère)
- La Chapelle-aux-Bois (Vosges)
- La Salvetat-sur-Agout (Hérault)
- Lacapelle-Marival (Lot)
- Le Faou (Finistère)
- Mosset (Pyrénées-Orientales)
- Oger (Marne)
- Rieux-Volvestre (Haute-Garonne)
- Saint-Amand-sur-Fion (Marne)
- Saint-Floret (Puy-de-Dôme)
- Saint-Lizier (Ariège)
- Saint-Saturnin (Puy-de-Dôme)
- Salmaise (Côte-d'Or)
- Sixt-Fer-à-Cheval (Haute-Savoie)
- Treignac-sur-Vézère (Corrèze)